# Red Amick
Richard "Red" Amick est un pilote automobile américain né le 19 janvier 1929 à Kansas City (Missouri) et décédé le 16 mai 1995 à Crystal River (Floride). Il est connu pour avoir participé à deux reprises aux 500 miles d'Indianapolis, en 1959 et 1960, lorsque cette épreuve comptait pour le Championnat du monde de Formule 1.

## Carrière
Amick commence sa carrière de pilote dans de petites courses sur pistes de terre aux États-Unis, jusqu'à en remporter le championnat en 1956. En 1958, il accède au championnat USAC. 
En 1959 il participe pour la première fois aux 500 miles d'Indianapolis au volant d'une Kurtis Kraft 500C-Offenhauser pour l'équipe Wheeler-Fouch. Il se qualifie 26e mais sera pris dans un carambolage au quarante-sixième tour et abandonnera. Il sera tout de même classé 31e.
Il retente sa chance en 1960, cette fois-ci au volant d'une Epperly Indy Roadster de l'équipe King O'Lawn-Leonard Faas. Partant 22e, il franchira la ligne d'arrivée 11e. Cela sera sa dernière course.
Il ouvrira ensuite un garage à Muncie puis prendra sa retraite en Floride. Il mourra à Crystal River à 66 ans.